# Авианова
«Авиано́ва» — ранее существовавшая российская бюджетная авиакомпания, осуществлявшая свою деятельность в 2009-11 гг. Компания стала вторым (после SkyExpress) лоукост-авиаперевозчиком в России, быстро наращивала маршрутную сеть («Авианова» осуществляла рейсы по популярным направлениям в европейской части России, а также международные рейсы в Симферополь). Тем не менее, уже через два года авиакомпания прекратила свою деятельность из-за хронической убыточности и отчасти связанного с этим конфликта акционеров. 12 января 2012 года сертификат эксплуатанта «Авиановы» был аннулирован.
Базовыми аэропортами авиакомпании перед остановкой полётов были московский «Шереметьево» и Пашковский (Краснодар). Юридическое лицо — ООО «Авианова». Штаб-квартира располагалась в Москве.

## История
По информации газеты «Ведомости», у истоков создания «Авиановы» (тогда проект носил кодовое название «airNova») стояли инвестиционный банкир Салават Резбаев и авиатор Константин Тетерин, в середине 2000-х разработавшие бизнес-план перевозчика. Первоначально предполагалось, что проект будет воплощаться в жизнь на деньги инвестиционной компании TPG и её российского СП TPG Aurora, но между этими двумя компаниями возник конфликт. В итоге вложиться в низкобюджетного перевозчика решили американский фонд Indigo Partners и российская инвестиционная компания А1, входящая в «Альфа-Групп».
Впервые о планах создания второй бюджетной авиакомпании в России (к этому времени уже начала полёты SkyExpress) стало известно в ноябре 2006 года. В ноябре 2008 года сообщалось, что «Авианова» должна начать полеты с 1 января 2009 года, парк авиакомпании будет состоять из 7-10 самолетов Airbus A320, а цены будут на 30-40% ниже других авиаперевозчиков.
Компания начала полёты в августе 2009 года, предложив самые низкие на российском рынке цены на перелёты (от 250 руб. за билет без сборов). Первые два года маршрутная сеть «Авиановы» быстро росла.
В 2011 году компания планировала сделать своим вторым базовым аэропортом петербургский «Пулково», но не договорилась о скидках, и приняла решение развивать в качестве второго базового краснодарский аэропорт «Пашковский». На летнюю навигацию 2011 года «Авианова» получила разрешение Росавиации на три регулярных международных маршрута: в Минск, Харьков и Симферополь, а также пять чартерных туристических направлений: дважды в неделю из Москвы в хорватские Дубровник, Пулу и Задар, трижды — в Тиват (Черногория) и один раз в неделю в Ханью (Греция).
Вместе с тем всё это время компания показывала существенные убытки. В 2009 году расходы компании составили 586,4 млн руб., а выручка — 160 млн руб., 2010 году — соответственно 3,5 млрд руб. и 2,4 млрд руб. Отмечалось, что компания сделала ошибку, взяв в лизинг подержаные самолёты: обычно низкобюджетные авиаперевозчики, самолёты которых практически постоянно должны быть «в небе», покупают новые воздушные суда, временные затраты на ремонт которых невелики. Итогом стали многочисленные задержки рейсов «Авиановой» и недовольство пассажиров. Также среди факторов, негативно повлиявших на показатели авиакомпании, называлось отсутствие конкуренции между аэропортами в регионах (европейские лоукостеры обычно совершают рейсы в неосновные аэропорты, предлагающие более низкие тарифы) и тот факт, что компания так и не научилась зарабатывать на дополнительных услугах.

### Финансовые проблемы и остановка деятельности
Существенные проблемы в компании начались ещё в конце 2010 года, когда российские акционеры (группа А1) обнаружили, что убыток перевозчика за этот год составит на $20 млн больше запланированного, и обвинил в этом иностранный менеджмент во главе с генеральным директором Эндрю Пайном. Летом 2011 года А1 сместила Пайна и поставила во главе «Авиановы» Константина Тетерина. В ответ второй акционер (Indigo), фактически отстранённый от управления, прекратил финансирование проекта; долги авиакомпании стали стремительно нарастать.
3 октября 2011 года авиакомпания в связи со сложным финансовым положением прекратила продажу авиабилетов, появилась информация о возможном прекращении полётов. Управляющий директор компании Константин Тетерин сообщил, что в ночь с 3 на 4 октября партнеры компании прекратят техническое обслуживание её самолетов. С 10 октября 2011 года «Авианова» официально прекратила полеты. Возврат долгов по ранее проданным билетам взяли на себя российские акционеры «Авиановы».
12 января 2012 года сертификат авиаперевозчика «Авиановы» был аннулирован. 23 апреля того же года авиакомпания была признана банкротом, в ней было назначено конкурсное производство. Как сообщалось, задолженность «Авиановы» составляла 586 млн руб., активы — всего 20,2 млн руб.

### Хронология событий
- 8 апреля 2008 года — ООО «Линия 1» переименовано в ООО «Авианова».
- 29 июля 2009 года — авиакомпания «Авианова» получила сертификат эксплуатанта[10].
- 11 августа 2009 года — начало продаж билетов.
- 27 августа 2009 года — начало полетов из аэропорта Внуково.
- 6 марта 2010 года — начало полётов в Уфу.
- 28 марта 2010 года — перевод всех рейсов в аэропорт Шереметьево[11].
- 31 октября 2010 года — отмена всех рейсов в Казань.
- 20 января 2011 года — отказ от планов открыть вторую базу авиакомпании в аэропорту «Пулково».
- 27 января 2011 года — аэропорт Краснодара стал вторым базовым аэропортом «Авианова».
- 28 января 2011 года — введены значительные изменения в расписании полетов из Санкт-Петербурга по направлениям Москва, Сочи, Екатеринбург[12].
- 8 марта 2011 года — отмена всех рейсов Санкт-Петербург—Екатеринбург.
- 27 марта 2011 года — отмена последнего (из трех ежедневных) рейса Санкт-Петербург—Москва.
- 9 апреля 2011 года — начало полётов в Сургут и Тюмень.
- 27 мая 2011 года — начало полётов в Курган.
- 2 июля 2011 года — начало полётов в Ставрополь.
- 3 октября 2011 года — прекращение продаж билетов по всем направлениям.
- 10 октября 2011 года — прекращение операционной деятельности[7]
- 12 января 2012 года — Федеральное агентство воздушного транспорта аннулировало сертификат эксплуатанта авиакомпании «Авианова».
- 23 апреля 2012 года — Арбитражный суд Москвы признал банкротом авиакомпанию "Авианова"[13]

Общий долг бюджетного перевозчика перед поставщиками услуг составляет около полутора миллиардов рублей. Государство в помощи компании отказало.

## Собственники и руководство
«Авианова» — проект российской инвестиционной компании «А1 Групп» (с 51% долей, входит в «Альфа-Групп») и американского инвестиционного фонда Indigo Partners(49 % долей, также имеет доли в бюджетных авиакомпаниях Spirit Airlines, Tiger Airways и Wizz Air). Согласно ЕГРЮЛ, номинальным владельцем 51% долей «Авиановы» является ООО «Луч», а 49% акций — кипрская компания «Эль Орбиса Инвестментс Лимитед», которая одновременно владеет 99,99% долей ООО «Луч».

## Флот
По состоянию на апрель 2011 года парк авиакомпании состоял из 6 воздушных судов типа Airbus A320. Все самолёты были взяты в лизинг и зарегистрированы в Ирландии, имели одноклассную компоновку на 180 мест. Сиденья кожаные, спинки кресел не откидываются. На самолётах «Авиановы» были установлены уникальные для российского рынка двигатели International Aero Engines V2500.
| № | Регистрационный номер | Модель самолёта | Количество мест | Серийный номер | Первый полёт | История                                              | Фото                                                 |
| - | --------------------- | --------------- | --------------- | -------------- | ------------ | ---------------------------------------------------- | ---------------------------------------------------- |
| 1 | EI-EEL                | Airbus A320-232 | 170             | 543            | 25.03.1997   | + Архивная копия от 25 марта 2010 на Wayback Machine | +                                                    |
| 2 | EI-EEI                | Airbus A320-232 | 170             | 661            | 04.02.1997   | + Архивная копия от 20 мая 2010 на Wayback Machine   | +                                                    |
| 3 | EI-ELD                | Airbus A320-232 | 170             | 1918           | 11.12.2002   | + Архивная копия от 15 марта 2010 на Wayback Machine | +                                                    |
| 4 | EI-ELE                | Airbus A320-232 | 170             | 1969           | 28.02.2003   | + Архивная копия от 23 июня 2010 на Wayback Machine  | +                                                    |
| 5 | EI-ELN                | Airbus A320-232 | 170             | 1993           | 21.03.2003   | + Архивная копия от 20 мая 2010 на Wayback Machine   | + Архивная копия от 13 июня 2010 на Wayback Machine  |
| 6 | EI-ERH                | Airbus A320-232 | 170             | 2157           | 15.01.2004   | + Архивная копия от 2 мая 2011 на Wayback Machine    | + Архивная копия от 5 апреля 2011 на Wayback Machine |

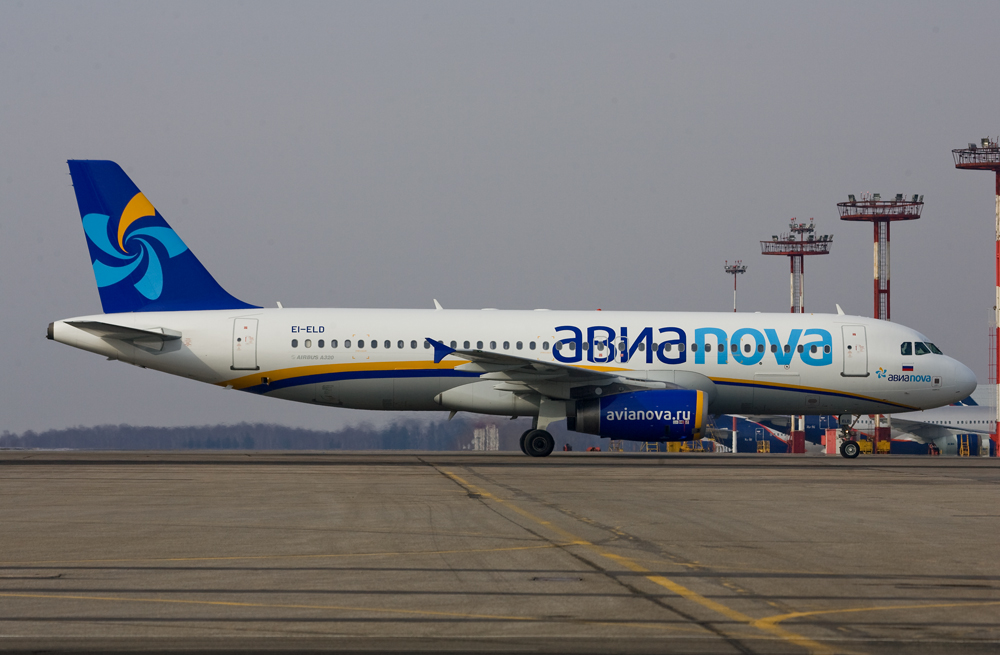
Airbus А320
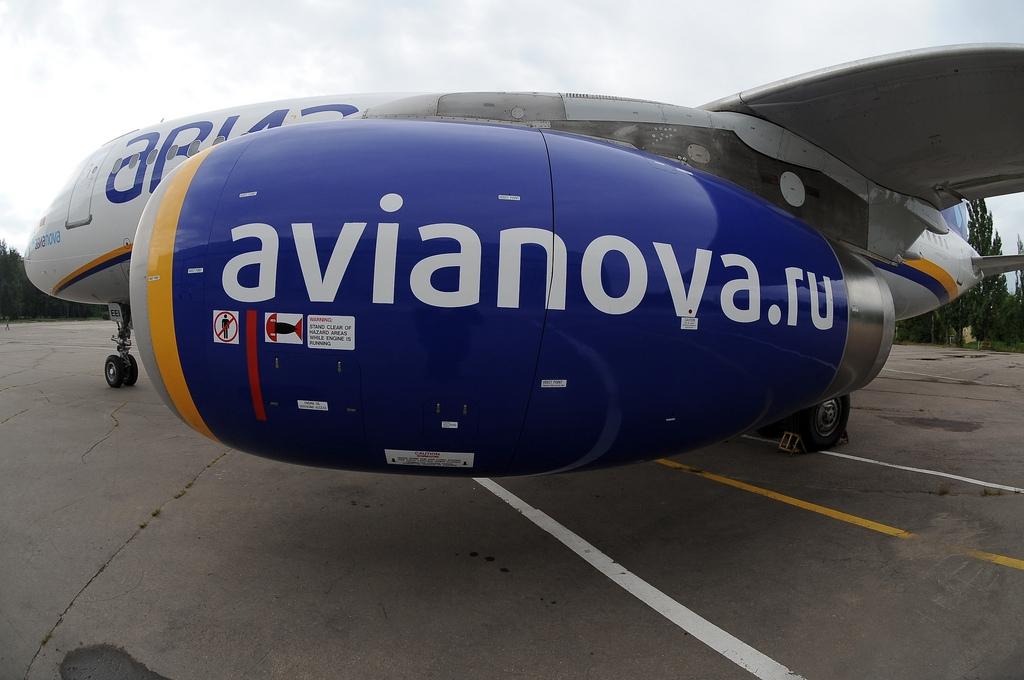
В аэропорту
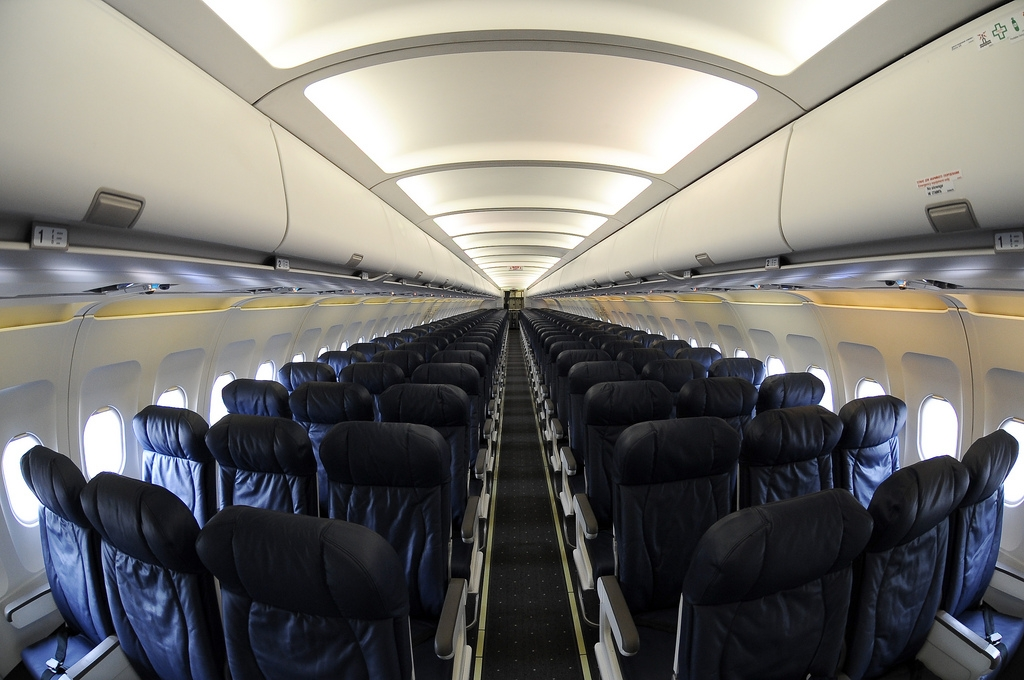
Салон самолета

## Маршрутная сеть
География полётов авиакомпании Авианова охватывала европейскую часть России, а также Урал и Западную Сибирь и одно направление в Крым (Украина). При этом компания осуществляла как радиальные рейсы из Москвы, так и между иными аэропортами России. Любая из точек маршрутной сети находилась не далее 2,5 часов полета (2000 км) от базового аэропорта. В связи со спецификой деятельности бюджетного перевозчика, авиакомпания продавала билеты только на один сегмент перелёта (не гарантируя стыковки с другими своими рейсами). Базовым аэропортом являлся московский Шереметьево, позднее к нему присоединился краснодарский «Пашковский».
| №  | Город            | Аэропорт              | Код IATA | Рейсы | Первый полёт |
| -- | ---------------- | --------------------- | -------- | --- | ------------ |
| 1  | Анапа            | Анапа                 | AAQ      | Москва | 28.07.2010   |
| 2  | Архангельск      | Талаги                | ARH      | Москва, Санкт-Петербург | 25.05.2010   |
| 3  | Астрахань        | Нариманово            | ASF      | Москва, Сочи (чартер) | 13.10.2009   |
| 4  | Волгоград        | Гумрак                | VOG      | Москва | 02.06.2010   |
| 5  | Геленджик        | Геленджик             | GDZ      | Москва | 30.05.2010   |
| 6  | Екатеринбург     | Кольцово              | SVX      | Москва, Санкт-Петербург (приостановлены на период с 8 марта по 30 октября 2011), Сочи, Краснодар | 23.04.2010   |
| 7  | Казань           | Основной              | KZN      | Москва (полеты прекращены с 31.10.2010) | 10.11.2009   |
| 8  | Калининград      | Храброво              | KGD      | Москва, Санкт-Петербург | 31.10.2010   |
| 9  | Краснодар        | Пашковский Базовый    | KRR      | Москва, Сочи, Екатеринбург, Сургут, Санкт-Петербург (приостановлены на период с 27 марта по 29 апреля 2011) | 30.08.2009   |
| 10 | Курган           | Курган                | KRO      | Москва | 27.05.2011   |
| 11 | Москва           | Шереметьево Базовый   | SVO      | Анапа, Архангельск, Астрахань, Волгоград, Геленджик, Екатеринбург, Казань (полеты прекращены с 31.10.2010), Калининград, Краснодар, Курган, Нижнекамск, Пермь, Ростов-на-Дону, Самара, Санкт-Петербург (приостановлены на период с 27 марта по 30 октября 2011), Симферополь, Сочи, Ульяновск, Уфа | 28.03.2010   |
| 12 | Набережные Челны | Бегишево              | NBC      | Москва | 28.09.2009   |
| 13 | Пермь            | Большое Савино        | PEE      | Москва | 06.03.2010   |
| 14 | Ростов-на-Дону   | Ростов-на-Дону        | ROV      | Москва | 29.08.2009   |
| 15 | Самара           | Курумоч               | KUF      | Москва | 01.09.2009   |
| 16 | Санкт-Петербург  | Пулково               | LED      | Москва (приостановлены на период с 27 марта по 30 октября 2011), Архангельск, Екатеринбург (приостановлены на период с 8 марта по 30 октября 2011), Калининград, Краснодар, Сочи | 23.04.2010   |
| 17 | Симферополь      | Симферополь           | SIP      | Москва | 16.06.2011   |
| 18 | Сочи             | Адлер                 | AER      | Москва, Екатеринбург,Краснодар, Санкт-Петербург, Астрахань (чартер), Ульяновск (чартер) | 27.08.2009   |
| 19 | Ставрополь       | Шпаковское (аэропорт) | STW      | Москва, По вторникам и субботам | 02.07.2011   |
| 20 | Сургут           | Сургут                | SGC      | Москва | 09.04.2011   |
| 21 | Тюмень           | Рощино                | TJM      | Москва | 09.04.2011   |
| 22 | Ульяновск        | Восточный             | ULY      | Москва, Сочи (чартер) | 28.03.2010   |
| 23 | Уфа              | Уфа                   | UFA      | Москва | 06.03.2010   |

## Тарифы
Минимальный тариф на большинстве направлений полётов «Авиановы» составлял от 250 рублей (без аэропортовых сборов и комиссии за бронирование), а при многочисленных рекламных акциях — и того дешевле (к примеру, была акция, в которой стоимость полета без сборов составляла 1 копейку). На каждый рейс продавалось определённое количество мест по минимальному тарифу, при этом чем раньше бронировался билет, тем выше был шанс приобрести дешёвый билет. При выкупе всех мест по минимальному тарифу в продажу поступал более дорогой тариф. Тарифы на сайте компании были ниже, чем при покупке в колл-центре, кассе или в агентстве.
Низкая цена билетов компании обуславливалась большой вместимостью салона, высокой топливной эффективностью двигателей International Aero Engines V2500 и высокой оборачиваемостью воздушных судов. Другим фактором низкой цены являлось то, что в тариф был включён только минимальный набор услуг: перевозка пассажира, перевозка 10 кг ручной клади, в некоторых аэропортах существует возможность сдавать бесплатно, в качестве багажа ручную кладь, если её вес не превышает 10 кг. Помимо тарифа, пассажиром при бронировании билета обязательно оплачивался аэропортовый сбор, установленный аэропортом, и комиссия за оформление брони (200 рублей). В итоге конечная цена полёта в обе стороны без дополнительных услуг могла составлять от 1352 руб. Все услуги сверх минимального набора (в том числе перевозка багажа, перевозка спортинвентаря и оружия, дополнительная страховка, бронирование места в салоне предоставлялись за дополнительную плату. Питание на борту платное.
Авиакомпания использовала только технологию электронного билета. Подтверждением заключения договора перевозки являлась маршрутная квитанция, которая отправлялась по электронной почте и содержала код брони.

## Критика
Авиакомпания неоднократно подвергалась критике за частые задержки своих рейсов. Согласно рейтингу журнала Forbes, составленного на основе данных Федерального агентства воздушного транспорта «Авианова» за январь-апрель 2010 года занимала четвёртое место по задержкам регулярных и чартерных рейсов свыше 2 часов по вине авиакомпаний. По данным на 17 июня 2010 года, по вине авиакомпании количество задержанных пассажиров за четыре месяца с начала года составило 2736 человек. Это составляло 1,52% от общего количества перевезённых пассажиров за тот же срок..
Также авиакомпания критиковалась за необоснованно усложнённую процедуру сдачи билета (аннулирование авиабилета осуществляется в кассах в аэропорту вылета; при возврате авиабилета удерживается сбор). Обращалось внимание на тот факт, что директор авиакомпании признавал, что так сделано «чтобы было меньше возвратов».